# جو نيكسون
جو نيكسون (بالإنجليزية: Joe Nixon)‏ هو محامي وسياسي أمريكي، ولد في 15 سبتمبر 1956. حزبياً، نشط في الحزب الجمهوري. وقد انتخب عضو مجلس نواب تكساس.